# Uchū Patrol Luluco
Uchū Patrol Luluco (宇宙パトロールルル子, Uchū Patorōru Ruruko, aussi connu sous le titre Space Patrol Luluco) est une série d’animation japonaise produite par Trigger et réalisée par Hiroyuki Imaishi. La série est diffusée au Japon depuis le 1er avril 2016 dans la plage horaire Ultra Super Anime Time (en) sur Tokyo MX et en simulcast dans les pays francophones sur Crunchyroll.

## Synopsis
L'histoire se déroule dans l'espace. Luluco est une étudiante de 13 ans qui vit  à la frontière de la zone de colonisation Ogikubo, avec son père, inspecteur de police. Luluco vit dans un  quartier agréable rempli d'aliens immigrants. Quand son père est accidentellement gelé par la contrebande alien, Luluco est obligée de demander de l'aide à la division de police où travaille son père. Elle est alors nommée membre de la division par la chef ce celle-ci (Over Justice) dans le but de payer les frais pour ranimer son père. La vie de Luluco va alors basculer car elle est envoyée en mission pour protéger Ogikubo des criminels de l'espace. Dans ses missions, Luluco fait équipe avec un partenaire - étudiant et alien - provenant d'un échanges scolaire ΑΩ (prononcé "Alpha Omega") Nova, ainsi que de son camarade de classe Midori.

## Personnages
Luluco (ルル子, Ruruko)
Voix japonaise : M·A·O
AΩ Nova (ΑΩ ·ノヴァ)
Voix japonaise : Junya Enoki
Midori (ミドリ)
Voix japonaise : Mayumi Shintani
Keiji (ケイジ, Keiji)
Voix japonaise : Mitsuo Iwata
Hisho (秘書)
Lalaco God Speed (ララ子・ゴッドスピード, Rarako goddosupīdo)